# Byron (Wyoming)
Byron város az USA Wyoming államában,  Big Horn megyében. Lakosainak száma 562 fő (2020. április 1.).

## Népesség
A település népességének változása:

| 2010 | 593 |
| 2020 | 562 |